# Siebenbürgenlied
Il Siebenbürgenlied è l'inno dei Sassoni di Transilvania.

## Origine
Il testo fu creato da Maximilian Leopold Moltke (1819–1894) e fu pubblicato originariamente come poesia dal titolo „Siebenbürgen, Land des Segens“. Sul testo del poema venne creato un canto (ca. 1848) da Johann Lukas Hedwig (* 5. agosto 1802 in Heldsdorf bei Kronstadt (Siebenbürgen); † 8. gennaio 1849 di tifo al ritorno dalla battaglia di Honigberg). È un canto di lode al popolo e alla terra della Transilvania.
Hedwig scrisse la melodia non originariamente per il poema di Moltke, ma per l'anniversario dei 300 anni dal 1545 della fondazione della casa commerciale di Apollonia Hirscher presso Kronstadt (Brașov) il 28 ottobre 1845. L'originale a mano lo si trova nell'archivio della parrocchia di Heldsdorf. L'inno non è cantato come dal testo scritto da Hedwig. Solo la prima, la seconda e la settima strofa vengono cantate, data la lunghezza eccessiva del poema. Inoltre le due ultime parole della canzone sono spesso fraintese: Eintracht Band. Moltke scrisse nel 1846 all'intero popolo della Transilvania (Siebenbürgen). La Ungheria e la Romania non vennero citate, e così solo i Siebenbürger Sachsen cantano per loro stessi, per l'unità. Controverso è anche l'ultimo versetto und um alle deine Söhne (e ai tuoi figli). Qui cantata principalmente come und um alle Sachsensöhne (e a tutti i figli della Sassonia), cosa che gli altri popoli della Transilvania escludono deliberatamente.

## Testo
| Tedesco | Ungherese | Alternativa ungherese | Romeno | Italiano |
| --- | --- | --- | --- | --- |
| Strofa 1. Siebenbürgen, Land des Segens Land der Fülle und der Kraft, mit dem Gürtel der Karpaten um das grüne Kleid der Saaten \|\|: Land voll Gold und Rebensaft. :\|\|    | 1. Erdélyország áldott földje, bőség és erő hazája. Kárpátoknak őlelése zöld erdő, s arany kalász. \|\|: Erdélyország a hazánk. :\|\|                   | | 1. Transilvanie, mândră țară cu puteri și bogății de Carpați împrejmuită, cu verdeață răsădită, \|\|: plai cu aur și cu vii. :\|\|              | 1. Transilvania, terra di benedizione terra di ricchezza e di forza, con la cinta dei Carpazi verdi per l'abito verde dei semi \|\|:terra piena d'oro e nettare d'uva.:\|\| |
| Strofa 2. Siebenbürgen, Meeresboden einer längst verflossnen Flut; nun ein Meer von Ährenwogen, dessen Ufer waldumzogen, \|\|: an der Brust des Himmels ruht! :\|\|          | | | 2. Transilvanie, țărm de mare răsărit din vechi talaz, astăzi spice-n legănare odihnesc la sân de zare \|\|: între maluri verzi de brazi. :\|\| | 2. \|\|:...:\|\| |
| Strofa 3. Siebenbürgen, Land der Trümmer einer Vorzeit, stark und groß, deren tausendjährige Spuren ruhen noch in deinen Fluren \|\|: ungeschwächtem Ackerschoß! :\|\|       | | | 3. Transilvanie, vechi ruine dintr-un ev îndepărtat, urme mari și milenare odihnesc sub glia care \|\|: rodnicia și-a păstrat. :\|\|            | 3. \|\|:...:\|\| |
| Strofa 4. Siebenbürgen, grüne Wiege einer bunten Völkerschar! Mit dem Klima aller Zonen, mit dem Kranz von Nationen \|\|: um des Vaterlands Altar! :\|\|                     | | | 4. Transilvanie, leagăn verde pentru oricare vlăstar, reunești climele toate, națiuni, cununi purtate \|\|: pe al patriei altar. :\|\|          | 4. Transilvania, verde culla di una folla variopinta di popoli! Con il clima di tutte le zone, con la corona delle Nazioni \|\|:sull'altare della Patria!:\|\|              |
| Strofa 5. Siebenbürgen, grüner Tempel mit der Berge hohem Chor, wo der Andacht Huldigungen steigen in so vielen Zungen \|\|: zu dem einen Gott empor! :\|\|                  | | | 5. Transilvanie, plai de graiuri diferite-n fel și ton, dar în rugăciuni unite urcă limbile-mpărțite \|\|: spre dumnezeiescul tron. :\|\|       | 5. \|\|:...:\|\| |
| Strofa 6. Siebenbürgen, Land der Duldung jedes Glaubens sichrer Hort, mögst du bis zu fernen Tagen als ein Hort der Freiheit ragen \|\|: und als Wehr dem freien Wort! :\|\| | 6. Erdélyország drága kincsünk, Minden nép és minden vallás, arra kér most adj erőt. Isten, áldd meg Erdély földjét! \|\|: Erdélyország a hazánk. :\|\| | 6. Erdélyország, türelem föld, minden hitnek tábora! Óvd meg hosszú századokon át fiaidnak szabadságjogát, S légy a tiszta szó hona!         | 6. Transilvanie tolerantă adăpost credințelor, până-n zile-ndepărtate apără în libertate \|\|: ființa cuvintelor. :\|\|                         | 6. \|\|:...:\|\| |
| Strofa 7. Siebenbürgen, süße Heimat unser teures Vaterland! Sei gegrüßt in deiner Schöne und um alle deine Söhne \|\|: schlinge sich der Eintracht Band! :\|\|               | 7. Erdélyország édes hazánk Őseinknek otthona, Gyönyörűség melynek párját e világon nem leled. \|\|: Erdélyország a hazánk. :\|\|                       | 7. Erdélyország, édes földünk, drága jó szülőhazánk! Áldott légy szépségedért, s tájaidnak minden gyermekét \|\|: egyetértés fogja át! :\|\| | 7. Transilvanie, patrie dulce, țară a părinților, frumusețe, slavă ție, fiii tăi în armonie \|\|: să-i unească doar un dor. :\|\|               | 7. \|\|:...:\|\| |